# Esqui aquático nos Jogos Pan-Americanos de 2019 - Slalom masculino
A competição do slalom masculino foi um dos eventos do esqui aquático nos Jogos Pan-Americanos de 2019, em Lima. Foi disputada na Laguna Bujama nos dias 27 e 29 de julho.

## Calendário
Horário local (UTC-5).
| Data        | Horário | Fase         |
| ----------- | ------- | ------------ |
| 27 de julho | 11:18   | Preliminares |
| 29 de julho | 10:45   | Finais       |

## Medalhistas
| Ouro   | DOM Robert Pigozzi  |
| Prata  | CAN Stephen Neveu   |
| Bronze | MEX Carlos Lamadrid |

## Resultados

### Preliminares
Os oito melhores atletas se classificaram para a final.

### Eliminatória 1
| Colocação | Atleta           | Nacionalidade            | Resultados    | Notas |
| --------- | ---------------- | ------------------------ | ------------- | ----- |
| 1         | Robert Pigozzi   | DOM República Dominicana | 2.50/58/10.25 | Q     |
| 1         | Stephen Neveu    | CAN Canadá               | 2.50/58/10.25 | Q     |
| 3         | Taylor Garcia    | USA Estados Unidos       | 3.50/58/10.75 | Q     |
| 4         | Felipe Miranda   | CHI Chile                | 3.00/58/10.75 | Q     |
| 5         | Álvaro Lamadrid  | MEX México               | 2.50/58/10.75 | Q     |
| 6         | Carlos Lamadrid  | MEX México               | 2.00/58/10.75 | Q     |
| 7         | Dorien Llewellyn | CAN Canadá               | 1.00/58/10.75 | Q     |
| 8         | Santiago Correa  | COL Colômbia             | 2.50/58/11.25 |       |

### Eliminatória 2
| Colocação | Atleta             | Nacionalidade      | Resultados    | Notas |
| --------- | ------------------ | ------------------ | ------------- | ----- |
| 1         | Federico Jaramillo | COL Colômbia       | 3.00/58/10.75 | Q     |
| 2         | Adam Pickos        | USA Estados Unidos | 1.00/58/10.75 |       |
| 3         | Rodrigo Miranda    | CHI Chile          | 3.00/58/11.25 |       |
| 3         | Patricio Nelson    | MEX México         | 3.00/58/11.25 |       |
| 5         | Tobías Giorgis     | ARG Argentina      | 2.50/58/11.25 |       |
| 6         | Rafael de Osma     | PER Peru           | 0.50/58/11.25 |       |
| 7         | Felipe Simioni     | BRA Brasil         | 5.00/58/12.00 |       |
| 8         | Ignacio Giorgis    | ARG Argentina      | 4.00/58/12.00 |       |
| 9         | Felipe Franco      | PER Peru           | 1.00/58/16.00 |       |

### Finais
| Colocação         | Atleta             | Nacionalidade            | Resultados    | Notas |
| ----------------- | ------------------ | ------------------------ | ------------- | ----- |
| Medalha de ouro   | Robert Pigozzi     | DOM República Dominicana | 2.50/58/10.25 |       |
| Medalha de prata  | Stephen Neveu      | CAN Canadá               | 2.00/58/10.25 |       |
| Medalha de bronze | Carlos Lamadrid    | MEX México               | 4.00/58/10.75 |       |
| 4                 | Federico Jaramillo | COL Colômbia             | 3.50/58/10.75 |       |
| 5                 | Taylor Garcia      | USA Estados Unidos       | 3.00/58/10.75 |       |
| 5                 | Dorien LLewellyn   | CAN Canadá               | 3.00/58/10.75 |       |
| 7                 | Felipe Miranda     | CHI Chile                | 0.00/58/10.75 |       |
| 8                 | Álvaro Lamadrid    | MEX México               | 4.50/58/11.25 |       |